# Manetti (cognome)
Manetti è un cognome di lingua italiana.

## Varianti
Manetto.

## Origine e diffusione
Cognome tipicamente toscano, è presente prevalentemente nel fiorentino.
Potrebbe derivare dal prenome Mainetto ed essere quindi affine al cognome Maino oppure derivare dal soprannome francese Mainet, attribuito a un giovane Carlo Magno.

## Persone
- Latino Giovenale Manetti (1486-1553) – poeta ed erudito italiano
- Lido Manetti, noto anche con lo pseudonimo di Arnold Kent (1899-1928) – attore italiano del cinema muto
- Manetti Bros. pseudonimo dei registi e sceneggiatori italiani Marco Manetti (1968) e Antonio Manetti (1970)